# Локило, Джейсон
Джейсон Айенга Локило (фр. Jason Eyenga Lokilo; род. 17 сентября 1998 года, Брюссель, Бельгия) — конголезский футболист, вингер болгарского клуба ЦСКА (София).

## Клубная карьера
Локило — воспитанник клубов «Андерлехт» и «Кристал Пэлас». 22 августа 2017 года в матч Кубка Английской лиги против «Ипсвич Таун» он дебютировал в составе последних. В 2018 году на правах аренды перешёл в «Лорьян». 28 сентября в поединке против «Орлеана» Джейсон дебютировал во французской Лиге 2.
В январе 2020 года был арендован «Донкастер Роверс». 29 февраля в матче против «Уиком Уондерерс» Локило дебютировал за новый клуб. После окончания контракта с «Кристал Пэлас», подписал с клубом однолетний контракт. 9 февраля 2021 года в матче против «Флитвуд Таун» он забил дебютный гол за «Донкастер Роверс».
В сентябре 2021 года стал игроком польского «Гурник» (Ленчна). 13 сентября в матче против «Вислы» (Плоцк) Джейсон дебютировал в польском Экстраклассе. 21 ноября во встрече против «Брук-Бет Термалика» забил свой первый гол за польский клуб.
24 июня 2022 года стал игроком роттердамской «Спарты», подписав контракт на два года. 5 августа в матче против «Херенвена» дебютировал в голландской Эредивизи. В январе 2023 года был до конца сезона арендован турецким клубом «Истанбулспор». 22 января против «Трабзонспора» дебютировал в турецкой Суперлиге. 29 января в матче против «Кайсериспора» Локило забил первый гол за новый клуб.
В июле 2023 года, Джейсон стал игроком английского «Халл Сити». 12 августа в матче против «Шеффилд Уэнсдей» вингер дебютировал в Чемпионшипе. Зимой 2024 года на правах аренды перешёл в португальский клуб «Визела». 4 февраля в матче против «Витории Гимарайнш» Локило дебютировал в португальской Примейре.